# Megadytes flohri
Megadytes flohri är en skalbaggsart som beskrevs av Sharp 1882. Megadytes flohri ingår i släktet Megadytes och familjen dykare. Inga underarter finns listade i Catalogue of Life.